# Charles Antoine Lemaire
Charles Antoine Lemaire (París, 1 de novembre de 1800 - París, 22 de juny de 1871) va ser un botànic, escriptor i pteridòleg francès, destacat per les seves publicacions sobre Cactaceae.
Fill d'Antoine Charles Lemaire i Marie Jeanne Davio, va tenir una excel·lent educació primerenca i va adquirir la reputació d'erudit destacat. Va estudiar a la Universitat de París, on va ser nomenat professor de literatura clàssica. En algun moment de la seva carrera acadèmica, va desenvolupar un interès per la botànica; la seva estreta amistat amb M. Neumann, el principal horticultor del Museu d'Història Natural, va ser molt important en el que es va convertir en un canvi radical en la seva obra vital.
Lemaire va començar la seva carrera científica ajudant M. Mathieu, un viver de París, a crear una col·lecció de cactus, i va ser aquesta família a la qual es va dedicar la major part dels seus treballs posteriors. El 1835, un editor a París, M. Cousin, va iniciar una revista d'horticultura i va demanar a Lemaire que fos editor. Durant molts anys, va editar Jardin Fleuriste i L'Horticulteur Universel i va escriure ell mateix la majoria dels seus continguts. El 1845 va ser convidat a traslladar-se a Gant, a Bèlgica, per ser editor d'una revista, Flore des Serres et des Jardins de l'Europe, acabada d'establir per Louis van Houtte. Nou anys després, encara a Gant, es va convertir en l'editor de L'Illustration Horticole, fundada per Ambroise Verschaffelt, i va ocupar aquest càrrec durant setze anys. Va tornar a París el 1870 i hi va morir el juny de 1871.
A més de les seves enormes contribucions a les revistes que va editar, Lemaire també va publicar nombrosos articles sobre Cactaceae i plantes crasses. En són exemples Cactearum aliquot novarum (1838); Cactearum genera nova speciesque novae (1839); Iconographie descriptive des Cactées (1841-1847); i Les plantes grasses (1869). Els plans de Lemaire per a un llibre important sobre les Cactaceae no es van realitzar mai, tot i que n'havia recollit gran part. Va viure en males circumstàncies durant la major part de la seva vida i mai va adquirir la reputació que li podria haver aportat un mecenes ric. Édouard André, el seu successor com a editor de L'Illustration Horticole, va escriure sobre ell: “La posteritat estimarà a M. Lemaire més que els seus contemporanis”.